# Gizmodo
Gizmodo est un blogue spécialisé dans les gadgets et les nouvelles technologies. Édité aux États-Unis  par Gawker Media, Gizmodo dispose également d’éditions locales en Europe, en Australie, au Brésil ou encore au Japon. En France, Allemagne et Italie, Gizmodo était édité par NetMediaEurope jusqu'en juin 2015.

## Historique
Originellement, Gizmodo est un blogue américain créé en 2002 par Peter Rojas. 
En 2005, Net Media Europe (Anciennement Vnunet) et Gawker Media ont formé une alliance pour implanter Gizmodo en Europe.
En avril 2010, Gizmodo US a obtenu un prototype de l'iPhone 4 auprès de Brian J. Hogan pour seulement 5 000 $ et dévoilé en avant-première les clichés de ce prototype dont Apple a confirmé la provenance. Gizmodo a rendu le téléphone à Apple, qui a demandé à la police la saisie de tous les ordinateurs de l'éditeur du blogue,. Par la suite, Gizmodo a été banni par Apple de la WorldWide Developer Conference. Le blogue a donc fait appel à ses lecteurs pour pouvoir couvrir l’événement. Ce blocage va durer jusqu'en août 2014, quand ils seront été invités à l'événement Wish we could say more d'Apple de septembre 2014. Début 2011, la police californienne avait entre-temps innocenté Gizmodo de tout acte répréhensible.
Pour le journal britannique The Guardian, en 2011, c’est devenu  « l'un des sites web les plus populaires de la blogosphère technologique surpeuplée ».
En juin 2015, Gizmodo s'associe avec Ubergizmo pour toucher un plus grand nombre de lecteurs. Ce rapprochement se traduit notamment par une refonte graphique du site et un changement du nom de domaine.
Gizmodo a fait partie de G/O Media, détenue par la société de capital-investissement Great Hill Partners. 
En juin 2024, Gizmodo est racheté par le groupe de media européen Keleops, également propriétaire d'autres titres comparables du secteur comme 01net, Presse Citron et le Journal du geek.